# Puig d'en Malaret
El Puig d'en Malaret és una muntanya de 228,6 metres que es troba al municipi de Begur, a la comarca catalana del Baix Empordà.